# Tomentella bryophila
Tomentella bryophila är en svampart som först beskrevs av Christiaan Hendrik Persoon, och fick sitt nu gällande namn av M.J. Larsen 1974. Tomentella bryophila ingår i släktet Tomentella och familjen Thelephoraceae.  Arten är reproducerande i Sverige. Inga underarter finns listade i Catalogue of Life.